# Pedro Cardoso (poète)
Pour les articles homonymes, voir Pedro Cardoso et Cardoso.
Pedro Monteiro Cardoso, né le 13 septembre 1890 sur l'île de Fogo et mort le 31 octobre 1942 à Praia, est un journaliste, poète et folkloriste cap-verdien.